# Пантелеимон (Лампадариос)
Митрополи́т Пантеле́имон (греч. Μητροπολίτης Παντελεήμων, в миру Гео́ргиос Ламбада́риос, греч. Γεώργιος Λαμπαδάριος; 14 мая 1955, остров Калимнос) — епископ Александрийской Православной Церкви на покое, титулярный митрополит Антинойский.

## Биография
В 1958 году был перевезён в США и в 1966 году получил американское гражданство. Жил в Бриджпорте (штат Коннектикут).
В сентябре 1968 года вместе с родителями вернулся в Грецию, где окончил школу в 1974 году.
Поступил в братию Монастыря святого Пантелеимона на Калимносе, где 21 апреля 1975 года архимандритом Амфилохим (Цукосом) был пострижен в монашество.
Одновременно, в 1974—1976 годах, прошёл курс обучения в Ризарийской богословской школе в Афинах.
20 мая 1980 года он был возведён в сан иеродиакона. Служил диаконом в Калимнской митрополии.
В 1982 году поступил в богословский институт Афинского университета.
6 декабря 1983 года митрополитом Лерийским, Калимнским и Астипалейским Нектарием (Хадзимихалисом) был возведён в сан иеромонаха, после чего до 1984 года служил священником в храме Иоанна Богослова на Калимносе.
В 1986 году окончил Богословский факультет и возобновил служение в храме Иоанна Богослова на Калимносе.
С 17 декабря 1987 года по октябрь 1992 года служил миссионером в Йоханнесбургской митрополии и священником в Храме во имя иконы Божией Матери «Всецарица» в Йоханнесбурге.
С декабря 1992 года по июль 1993 года — главный проповедник греческой общины в Кейптауне.
С августа 1993 по сентябрь 1995 года — главный проповедник в Калимносе.
С сентября 1995 по май 1996 года служил в храме святого Павла в Линопоти, остров Кос.
В мае 1996 года назначен главным эпитропом митрополии Мыса Доброй Надежды.
20 марта 1997 года назначен патриаршим эпитропом и главой пресс-службы Александрийского Патриархата и одновременно настоятелем храма Благовещения Пресвятой Богородицы в Александрии.
Как патриарший эпитроп представлял Патрирарха Петра VII на разных событиях и международных конференциях.
23 ноября 1999 года Священный Синод Александрийской Православной Церкви избрал его первым епископом новообразованной Ганской епархии, в ведение которой вошла территория десяти стран Западной Африки.
30 ноября того же года последовала его архиерейская хиротония. 18 января 2000 года епископ Пантелеимон прибыл на место своего нового служения в Гану.
27 октября 2004 года назначен митрополитом Пилусийским.
9 января 2005 года в Преображенском соборе города Порт-Саид Патриарх Феодор II возглавил его настолование.
1 ноября 2006 года решением Священного Синода был уволен на покой по состоянию здоровья с присвоением ему титула митрополита Антинойского.

## Сочинения
- The Castle of Hora-Kalymnos, 1986. (на греческом).
- The Castle of Hora-Kalymnos, 1995. (на английском).
- The Wall Paintings of the Castle of Hora-Kalymnos, 1987. (на греческом).
- The Wall Paintings of the Castle of Hora-Kalymnos, 1995. (на английском).
- South African Sunday’s Sermons, vol. 1, Johannesburg, 1989. (на английском).
- South African Sunday’s Sermons, vol. 2 & 3, Johannesburg, 1991. (на английском).
- The Orthodox Daily Diary, Johannesburg, 1990. (на английском).
- Drops from the Gospel, Kalymnos-Greece, 1996. (на греческом).
- The Holy Cross of St. Constantine Church in Telendos, Kalymnos 1995. (на греческом и английском).
- The 4rth Crusade and the Theological Dialogue between the Greeks and the Latins from 1204—1216, Kalymnos-Greece, 1995. (на греческом).
- Divine Liturgy, Johannesburg, 1990. (на греческом и английском).
- Hieratikon, Accra-Ghana, 2001. (на тви).
- Divine Liturgy, Accra, 2001. (на тви).
- Divine Liturgy, Accra-Ghana, 2002. (на французском).
- Chronicles of the Missionary Work in Ghana. 2000, vol. 1, Accra-Ghana, 2001. (на английском).
- Chronicles of the Missionary Work in Ghana 2000, vol. 1, Thessalonica-Greece. 2003. (на греческом).
- Chronicles of the Missionary Work in Ghana. 2001, vol. 2, Accra-Ghana, 2003. (на греческом и английском).
- The Official Visit of His Beatitude, PETROS VII, Pope and Patriarch of Alexandria and All Africa. 25th September — 4th October 2002, Accra-Ghana, 2003. (на греческом, английском и тви).
- The Orthodox Teachings. The Catechism of the One, Holy, Apostolic and Catholic Eastern Orthodox Church. (To be published in English).
- The Holy Gospel for the yearly daily services in Twi (рукопись).
- Monthly Newspaper «ORTHODOXIA» (на греческом и английском).